# El trono de fuego
El trono de fuego (título original en inglés: The Throne of Fire) es una novela de fantasía y aventuras basada en la mitología egipcia escrita por Rick Riordan en 2011. Es la segunda novela de la serie Las crónicas de Kane, que narra las aventuras de Carter Kane, de catorce años, y su hermana de doce años, Sadie Kane, descendientes de los antiguos faraones egipcios Narmer por parte de padre y Ramsés el Grande por parte de madre. Después de derrotar a Set, el dios del Caos, Carter y Sadie intentan enseñar la senda de los dioses en la Mansión de Brooklyn, pero en cinco días Apofis, la serpiente del Caos, va a liberarse de su prisión y devorar el sol si ellos no lo evitan. Para ello, deben buscar al dios del Sol Ra, el primer y más poderoso rey de los dioses, para despertarlo, ya que él es el único que puede enfrentarse a Apofis. El libro tiene lugar aproximadamente tres meses después del primer libro, La pirámide roja.

## Argumento
Carter y Sadie irrumpen en el Museo de Brooklyn durante una boda para buscar una parte del Libro de Ra, que les permitirá despertar a Ra para ayudarles a encarcelar o desterrar a Apofis, el señor del caos. Junto con ellos están Keops el babuino, y sus nuevos aprendices, Jaz y Walt. En su lugar, encuentran un rollo de papiro que está atrapado con una serie de trampas de fuego. Mientras Carter y Walt distraen a los demonios que forman parte de la trampa, Jaz realiza un hechizo que expulsa a los demonios de vuelta a la Duat, pero Jaz termina cayendo en coma. Antes de que lo haga, logra entregar a Sadie una estatua de cera para sanar a Carter. Y escapan del museo con el pergamino antes de que llegue la policía. Cuando regresan a la mansión, Carter explica a los nuevos aprendices que deben encontrar a Ra, el dios del Sol, antes de que Apofis despierte en cuatro días y se trague el sol así como toda la existencia. También descubren que para hacer esto, deben encontrar los tres pergaminos que controlan las personificaciones de Ra, uno de ellos es el pergamino que Sadie encontró en el museo. Sin embargo, nuevos enemigos esperan que sirven a Apofis, como Vladimir Menshikov que tiene uno de los rollos clave en la liberación de Ra.
Sadie regresa a Londres para celebrar su 13 cumpleaños, pero cuando ella llega, sus abuelos se han visto obligados a acoger a Nejbet, la diosa buitre, y a Babi, el dios babuino, y a dar caza a Sadie y sus amigas, Liz y Emma. Mientras que se escapan de los dos dioses ella tiene una conversación corta con Anubis. Entonces le da indicaciones sobre dónde debe ir a continuación, un cuchillo de netjeri, usado para la operación de la apertura de la boca, y ella y sus amigas se dirigen a su próximo destino. Ellas son rescatados por el dios enano Bes, que es capaz de usar su fealdad extrema como un arma. Se encuentran con Carter y Walt en el camino. Cuando Bes abre un portal, insiste en que Walt se quede atrás por razones que Sadie y Carter no saben. Se teletransportan al Nomo decimoctavo, en San Petersburgo, Rusia, que es la casa de Menshikov. Entran en su cuartel general y descubren que está convocando a Set. Consiguen el rollo, pero son atacados por la serpiente de dos cabezas (Tjesu heru) de Menshikov. Sadie logra destruir la serpiente, pero no antes de que muerda a Carter después de tirarse encima. Set les dice la ubicación del último rollo y también la ubicación de la verdadera Zia, a cambio de su "nombre secreto". Después de que Sadie cure a Carter con la estatua usando su nombre secreto, Sadie llama a Walt para que la ayude con el pergamino, mientras Bes y Carter van a buscar a Zia.
Carter y Bes encuentran a algunos hombres para llevarlos al Lugar de las Arenas Rojas, el lugar de nacimiento de Zia y donde ella está escondida. Neftis, que está usando Zia como anfitriona, deja a Zia, pero Menshikov y Michel Desjardins llegan. Carter encuentra las armas de Ra, el cayado y el mayal, y las usa para derrotar a Menshikov, pero Menshikov intenta maldecirlo mientras Bes está atrapado en una jaula. Mientras tanto, Sadie y Walt llegan al Valle de las Momias de Oro, conociendo a un fantasma romano llamado Apio Claudio Irato (Claudio el Enajenado), que quiere que ellos lleven los espíritus de las momias al Más Allá, ya que los ritos no fueron hechos correctamente. Cuando no pueden, Claudio el Enajenado se enoja y pide a las otras momias que los maten. Sadie logra encontrar el último rollo, pero quedan atrapados por momias. Ptah, un dios, envía a las ratas para ayudarles y crea un portal para Carter y Bes. El portal destruye la jaula de Bes, y él los asusta. Resulta que Walt está maldito y morirá joven, por lo que Bes lo envió. Menshikov está preparando un ejército para atacar la Mansión de Brooklyn, así que Walt y Zia regresan para protegerla, mientras que Sadie, Bes y Carter entran en el Duat para liberar a Ra y derrotar a Apofis.
En la versión egipcia del inframundo, la Duat, hay 12 Casas, cada una representando una hora de la noche. En las puertas de la cuarta casa (sólo se puede entrar antes de las 4 en punto), encuentran a Jnum, el primero aspecto de Ra, que ha olvidado cuál es su nombre secreto. Usando el Libro de Ra, Sadie lee su nombre secreto, devolviendo su esencia al rollo. Entran en la Cuarta Casa. Con la ayuda de Tauret, que tiene historia con Bes, encuentran la segundo aspecto de Ra aunque les lleva cuatro horas y Sadie lo revive usando el cuchillo netjeri, pero todavía parece débil, senil, y actúa como un loco (lanzando bananas de helado al aire, y hablando de comadrejas y cebras). Debido a que la Octava Casa sólo se puede entrar a las 8:00 p. m., viajan a la Séptima Casa, donde Osiris, que está siendo alojado por su padre, y el fantasma de su madre les esperan. Invitan a Jonsu, el dios de la luna, que puede agregar más tiempo a la noche, pero tienen que apostar por él. Si pierden una ronda, su identidad (Ren) será consumida. No tendrán recuerdos. Tienen que ganar 3 rondas de senet. Ganan la primera ronda, pero pierden la segunda, haciendo que la identidad de Bes se pierda. Ganan las dos últimas, y con el tiempo extra, se meten en las Puertas de la Octava Casa y viajan hacia la Duodécima Casa. Menshikov está allí esperándolos, poseído por Apofis.
Mientras Sadie y Carter están luchando contra Menshikov, Desjardins aparece repentinamente detrás de Carter y Sadie que pelea con ellos para su sorpresa. Sadie rápidamente lee el hechizo del tercer aspecto de Ra, Jepri, del libro de Ra y un escarabajo dorado aparece en sus manos. Sin embargo, esto libera a Apofis de su prisión, pero Desjardins rápidamente lo execra y muere por usar demasiada magia. Antes de que Desjardins muera, les advierte que Apofis regresará pronto. Cuando Sadie y Carter regresan a la Mansión de Brooklyn, pudieron ayudar y ganar contra sus enemigos porque tenían el poder de Ra con ellos. Debido a que el poder de Ra representaba una nueva vida, ayudó a Jaz a despertar de su coma. Sin embargo, los dioses no están contentos con ellos, especialmente Horus e Isis, porque traer de vuelta a Ra ha hecho que Horus pierda su trono. Walt está muriendo en un año a menos que puedan encontrar una cura, que se pierde, porque Menshikov fue la última persona en saberla. Bes está sentado en la Cuarta Casa, sin recuerdos, sin saber quién es y dónde está. Apofis regresará, y Ra no está en condiciones de luchar contra él. La Casa de la Vida todavía está tratando de aplastarlos, ya que piensan que Desjardins murió por culpa de los Kane, y Amos es el nuevo Lector Jefe. Salió de la Mansión de Brooklyn con Zia para dirigir la Casa de la Vida.

## Personajes
- Carter Kane: Él tiene catorce años y fue un anfitrión de Horus. Desde que tenía ocho años, después de que su madre murió, viajó con su padre, Julius Kane. Es el hermano mayor de Sadie. Él siente una profunda responsabilidad por su hermana y el resto de los jóvenes magos que viven en la Mansión de Brooklyn. Está enamorado de Zia, una joven maga de la casa. A él le encanta la historia egipcia y puede nombrar la mayoría de sus artefactos.

- Sadie Kane: Ella cumple trece años en este libro y fue una anfitriona de Isis. Le encanta la goma de mascar y ha vivido con sus abuelos desde los seis años. Ella tenía una gata llamada Tarta que más tarde reveló ser Bast, la diosa egipcia de los gatos, que protegió a Sadie en su forma de gata hasta que se enteró de la existencia de los dioses egipcios. También tiene un doble enamoramiento de Anubis y Walt. Después de vivir en los Estados Unidos por unos meses, comienza a usar un acento americano.

- Amos Kane: Es el tío de Sadie y Carter, que es un mago muy poderoso y un músico de jazz. Él solía ser el anfitrión involuntario de Set.

- Walt: Walt Stone es uno de los iniciados de Sadie y Carter en la Mansión de Brooklyn, que es una parte de la Casa de la Vida que insta a los magos a regresar a la senda de los dioses para luchar contra Apofis. Él es un descendiente del faraón Akenatón que exilió a todos los dioses excepto al dios Atón. Por lo tanto, los descendientes de Akenatón han sido maldecidos y cuanto más practican la magia, más rápido progresa. La maldición hace que sus víctimas mueran a una edad muy temprana. Walt sufre esta maldición, y morirá pronto, a menos que reciba la cura que Vladimir puede tener. Sadie está enamorada de él.

- Jaz: Jasmine Anderson, una animadora de Nashville, Tennessee, es una de las iniciadas de Sadie y Carter en la Mansión de Brooklyn. Ella es una curandera. Los acompaña al Museo de Brooklyn para encontrar un rollo del Libro de Ra, pero cae en coma después de detener las Flechas de Sejmet cuando fueron desencadenadas accidentalmente. Ella también le da a Sadie una estatua que se utiliza para ayudar a salvar a Carter de la mordedura del monstruo que conocieron en Rusia. Sale de su coma justo a tiempo para luchar contra algunos magos que atacan la Mansión de Brooklyn.

- Vladamir Menshikov: Es nieto del gran general del Imperio Ruso, Alexander Menshikov 18º. Su nomo es Rusia. Él ha sido (voluntariamente) esclavizado por Apofis. Intenta convertirse en el anfitrión de Apofis para liberarlo y dejar que el caos gobierne para siempre. Sadie y Carter van en una búsqueda para detenerlo.

- Zia Rashid: Es una chica de catorce años que es especialista de fuego en la Casa de la Vida. Ella estaba acogiendo a Neftis, una diosa del agua, que puede ser fatal para una especialista de fuego. El ex Lector Jefe Iskandar la escondió en el Nilo para protegerla de Apofis y la reemplazó con un shabti para cubrir su ausencia en el primer libro. En este libro la verdadera Zia es finalmente despertada por Carter. Se sugiere que ella puede desempeñar un papel importante en la destrucción de Apofis en el último libro.

- Bes: Es el dios enano, aunque muy feo, tiene una personalidad divertida, valiente y grande y ayuda a Carter y Sadie en su búsqueda hasta que su 'ren' es devorado por el dios de la luna, Jonsu. Aunque Tauret lo amaba, prefería a Bast quien no conocía sus verdaderos sentimientos y lo trataba como a un hermano.

- Anubis: Es el dios egipcio de la muerte y los funerales, Sadie Kane parece tener un doble enamoramiento con él y Walt. Le da a Sadie información sobre dónde se encuentra el segundo rollo y le da un cuchillo de netjeri para "la apertura de la boca" durante la persecución de Babi y Nejbet.

- Ra: Es el dios egipcio del sol. Rey de todos los dioses, y obligado a exiliarse hace mucho tiempo por Isis, la diosa de la magia. Él está senil en este libro, ya que había estado esencialmente "muerto" durante mucho tiempo. Carter y Sadie lo reviven en la Duat.